# Vynnyky
Vynnyky (ukrajinsky Винники; výslovnost  ['Vynnyky]IPA, polsky Winniki) jsou město ve Lvovské oblasti na Ukrajině. Leží několik kilometrů východně od Lvova, pod jehož městskou radu administrativně spadá, a je jedním z nejstarších měst v Haliči.

## Historie
Lidé obývali předměstí dnešních Vynnyk již v pozdním paleolitu – asi před 27 tisíci lety. Slovanské osady zde začaly vznikat v 7.–8. století.
První písemná zmínka o městě pochází z 22. srpna 1352. Jedná se o privilegium polského krále Kazimíra III., pro potomky lvovského vojvody Bertholda, konkrétně pro Jurije, Ruperta a Margaritu. Z textu tohoto dopisu plyne, že kníže Lev Danilovič jim za věrnou službu německému vojvodství předává panství Berthold, které se nachází poblíž Lvova. Konkrétně: mlýn Selský Dvůr s rybníkem, vesnicí Malé Vynnyky s mlýnem, rybníkem, hostincem a jejich okolím, včetně osady Pidberizki.
Název vesnice Malé Vynnyky souvisí s hlavním zaměstnáním jejich obyvatel, což bylo pěstování hroznů a výroba vína. Písemné prameny poskytují informace o významných vinicích, které se táhly od svahů Zámkové hory ve Lvově, podél současné Lyčakivské ulice, až do Vynnyk. Dle pověsti bylo každoročně z Vynyk posíláno na knížecí stůl až 100 sudů dobrého vína.

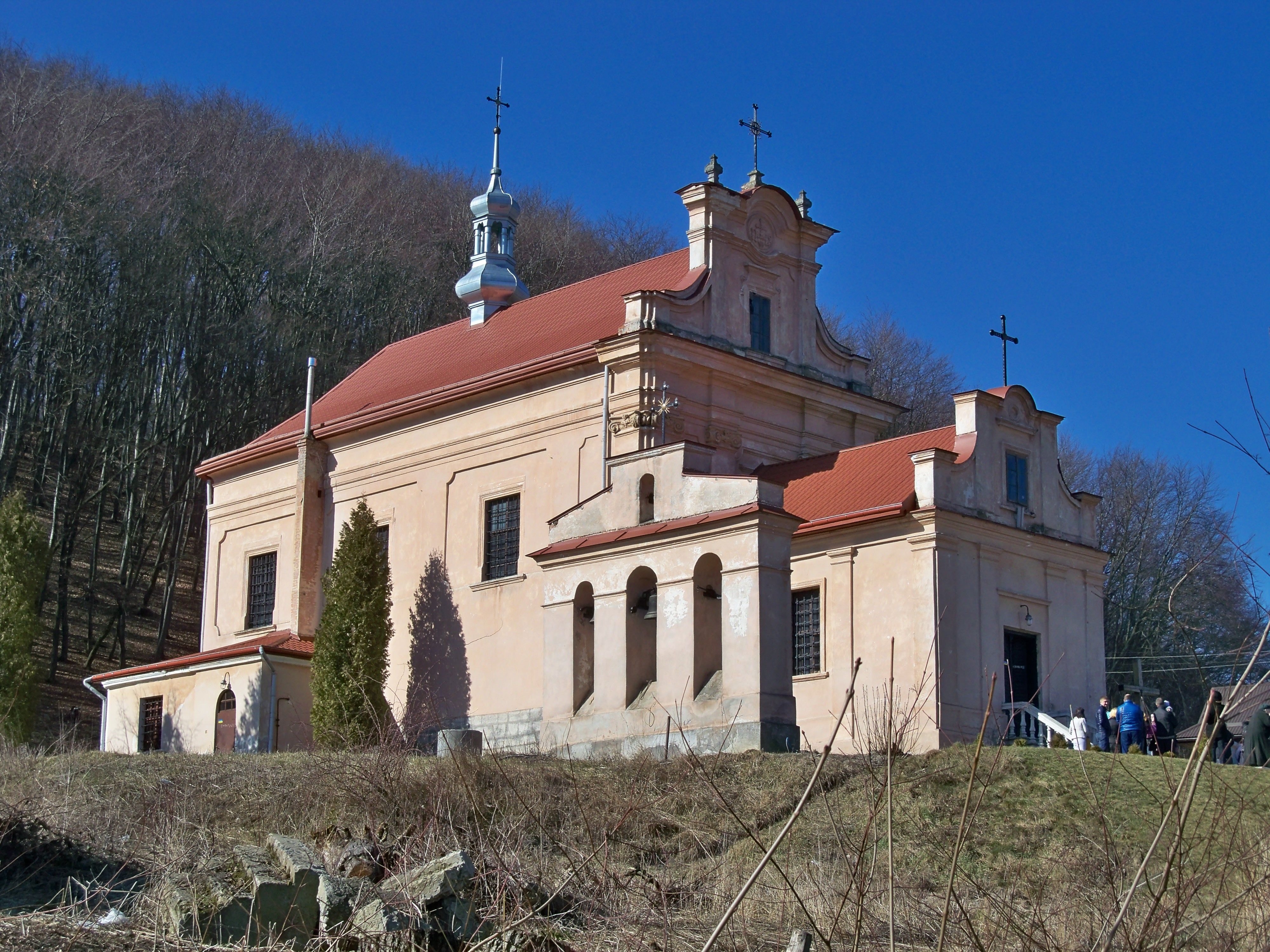
Kostel Nanebevzetí Panny Marie

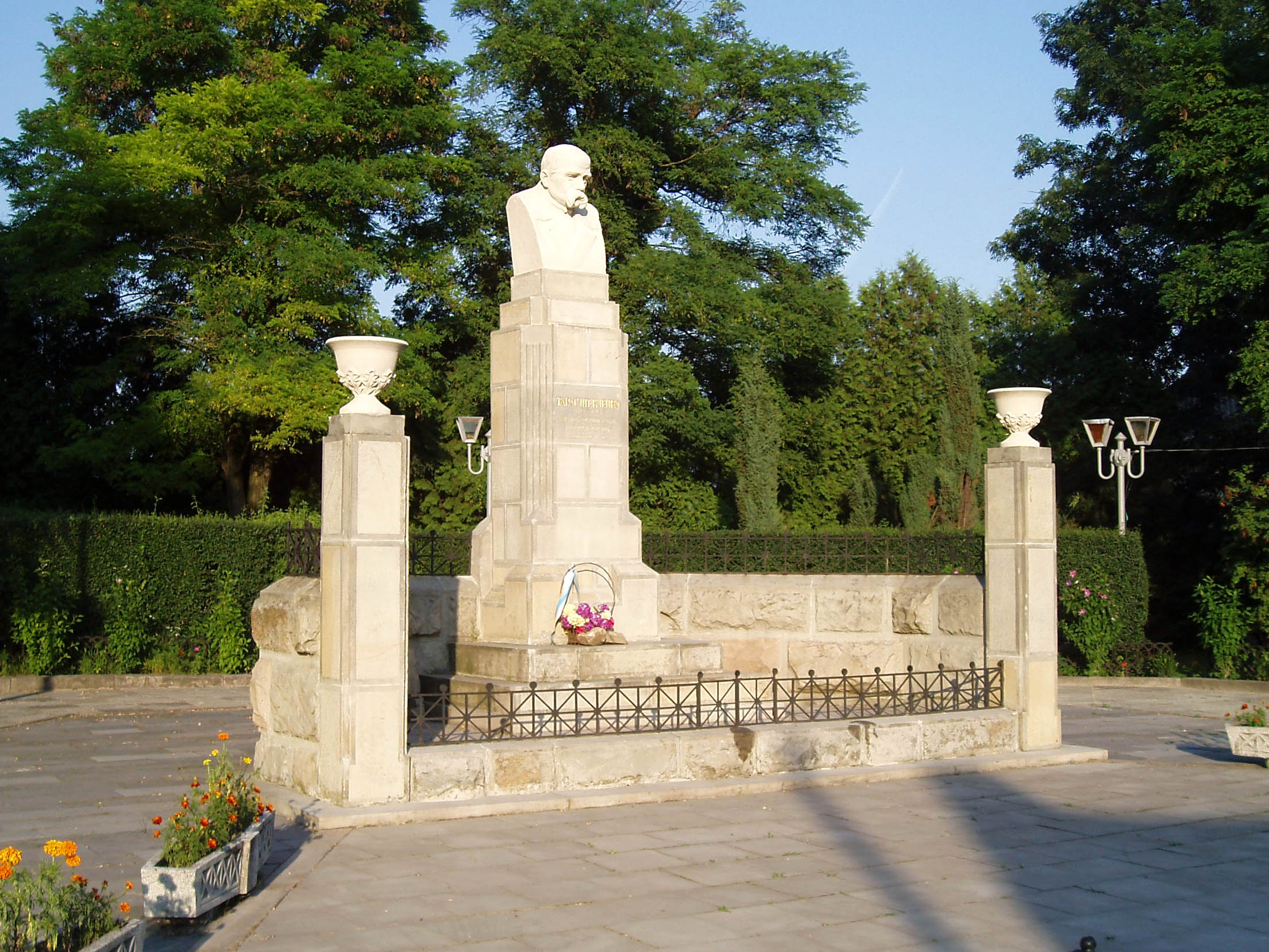
Památník Tarase Ševčenka

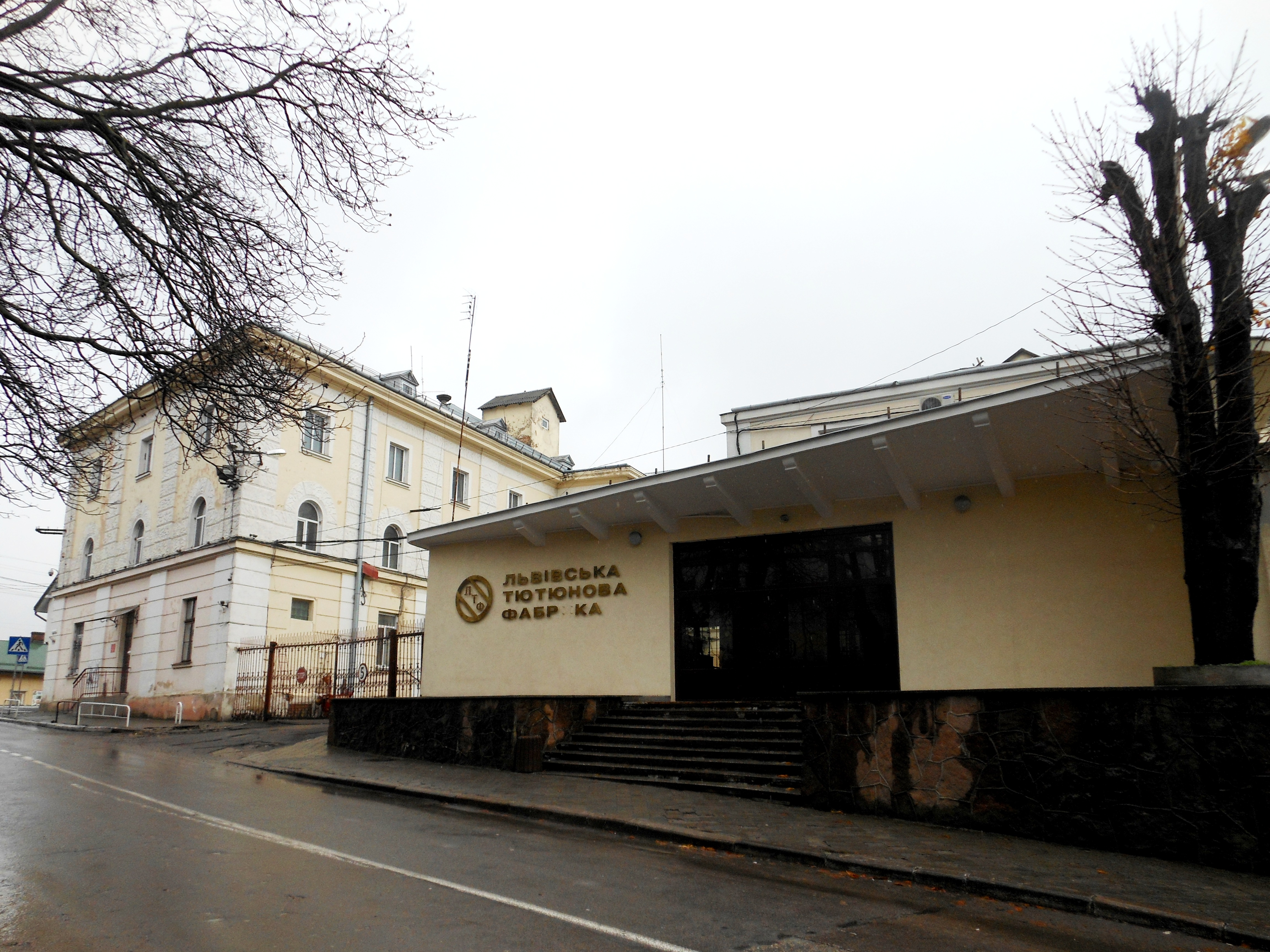
Tabáková továrna

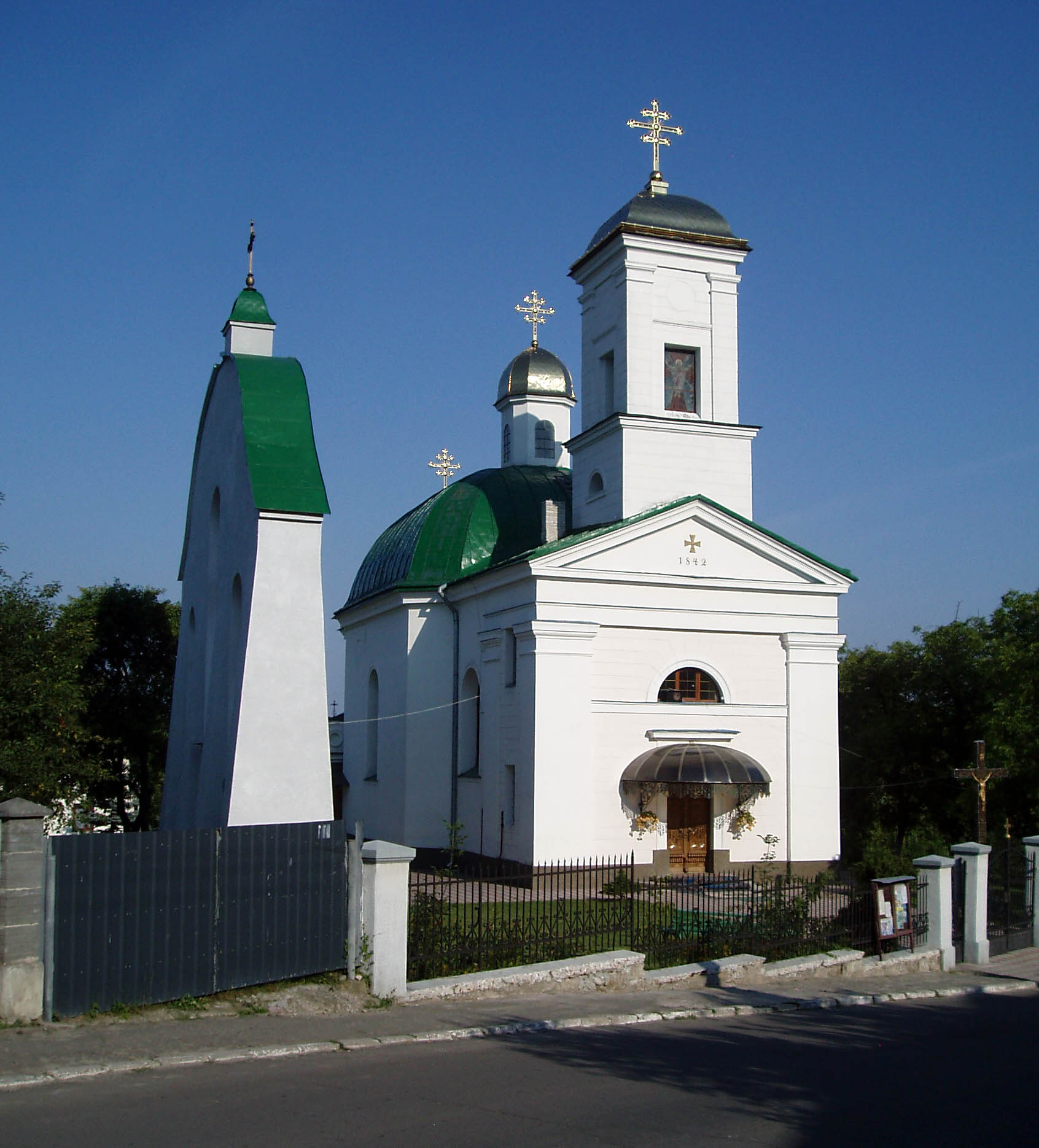
Kostel Vzkříšení Ježíše Krista – čelní pohled

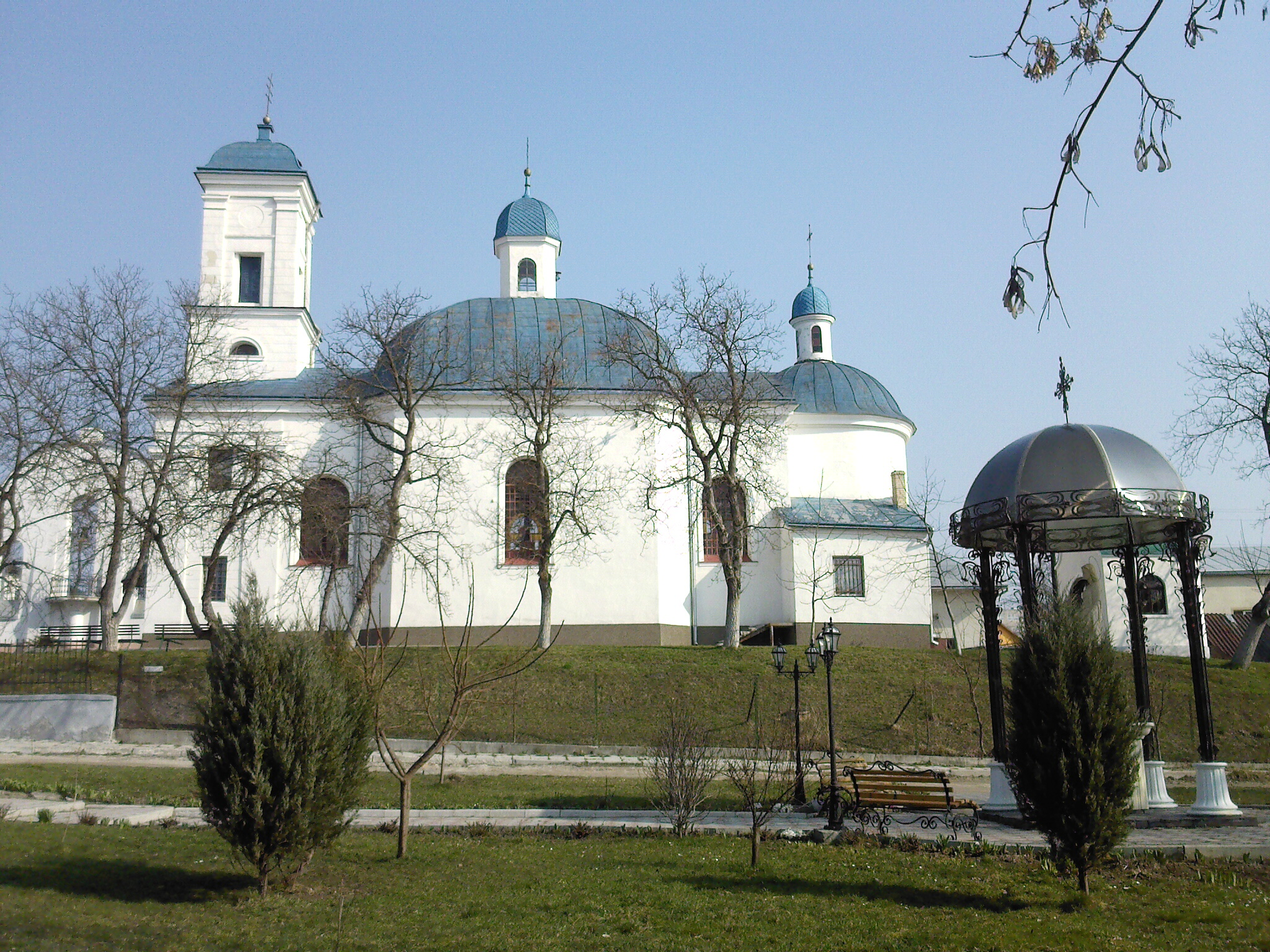
Kostel Vzkříšení Ježíše Krista – boční pohled

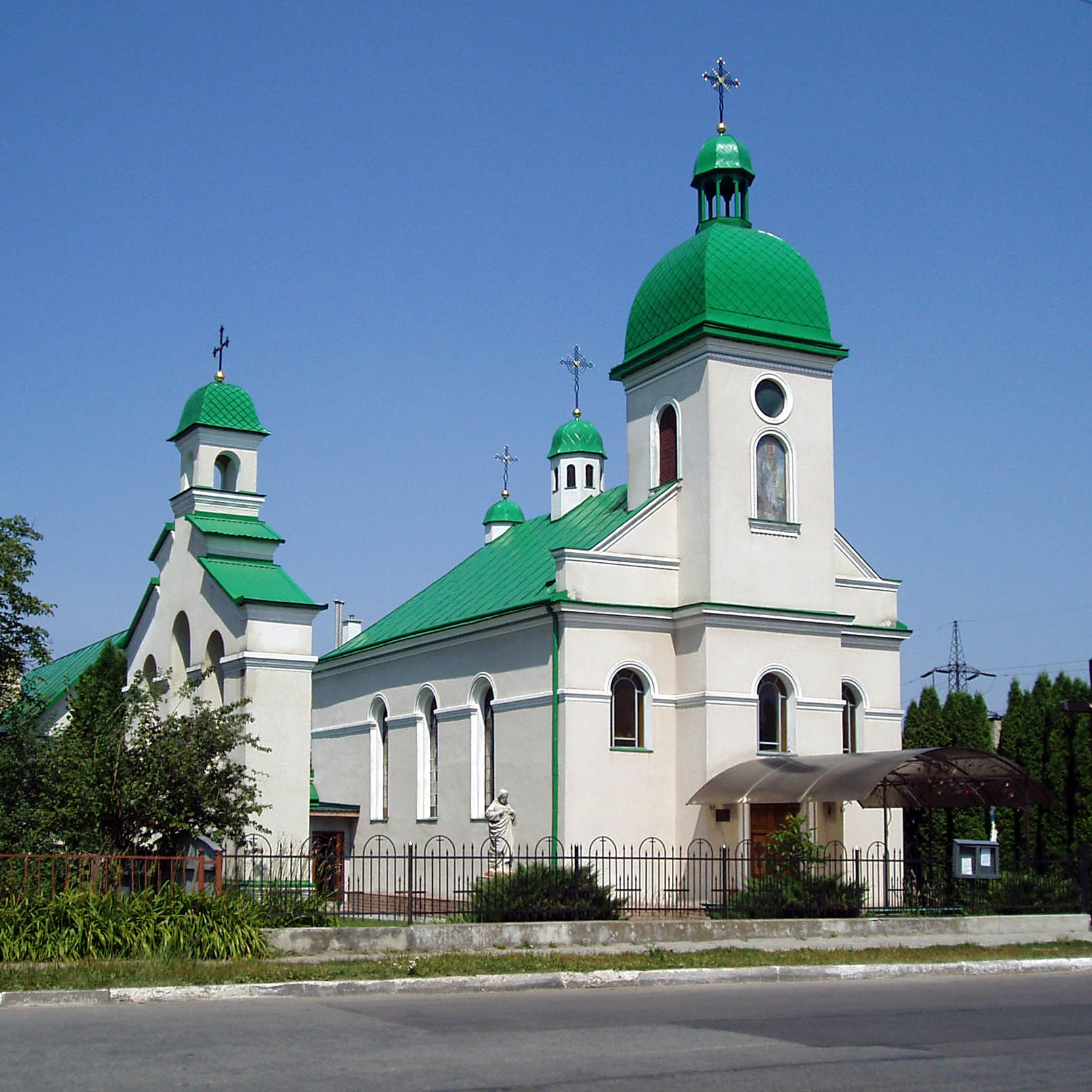
Kostel Narození Jana Křtitele

### 15.–16. století
Od 15. století jsou již zmínky o Vynykách pravidelné. Vlastníci Vynnyk se měnili, byli jimi rodina Štecherů, Hrytsko Kerdijovič, Jurij Strumylo, Vanko Lagodovský, rodiny Tarlivů, Potockých a Zamojských.
První informace o existenci opevněného dvora ve Vynnykách se datují do 15.–16. století. Potvrzením o existenci této obranné stavby je nejstarší mapa města a nalezené pozůstatky hradeb. Tato stavba se nacházela na kopci se strmými svahy (nyní území tabákové továrny). Starousedlíci stále toto místo nazývají „pod zámkem“. Soubor budov měl horní a dolní nádvoří. Na základě archeologických vykopávek lze usuzovat, že na horním nádvoří byl palác a kaple, na spodním nádvoří se nacházely hospodářské prostory – sklady, stáje a dílny.

### 17. století
Dne 17. května 1666 polský král Jan II. Kazimír (1648–1668) udělil Vynnykám magdeburské právo a statut města a povolení pro pořádání trhů o Zelených svátcích a na svátek svatého Michaela.

### 18. století
Nové změny v životě města přineslo připojení Haliče k Rakousku v roce 1772 (při tzv. Prvním dělení Polska). Rakouská vláda provedla významné reformy, které měly pozitivní dopad na další vývoj Vynnyk.
V roce 1786 zde vláda, na pozemcích patřícím rodině Glovinských, usadila 32 německých rodin z Bavorska, což vedlo k založení německé kolonie Weinbergen. Dalším 10 německým rodinám bylo přiděleno území mezi vesnicí Pidberizki a Vynnykami, čímž vznikla kolonie nazvaná Unterbergen. Byly zavedeny pozemkové a správní reformy, které podpořily rozvoj výroby. Stěžejní roli v dalším rozvoji Vynnyk sehrálo založení tabákové továrny, na území bývalého Vynnyckého hradu, v roce. 1779 Ta se následně stala největší manufakturou v Haliči.

### 19. století
Na konci 19. století a na počátku 20. století začalo v Haliči duchovní a kulturní obrození, což se odrazilo v boji za nezávislý ukrajinský stát, zejména pak v letech 1918–1920. Řada obyvatel města se zúčastnila boje za samostatný ukrajinský stát v řadách legie USS.
V roce 1896 byla ve Vynnykách založena pobočka „Prosvita“ (občanská organizace, založená v roce 1868 ve Lvově, za účelem kulturního a vědeckého rozvoje, upevnění národního společenství a zvýšení národního povědomí ukrajinského lidu).

### 20. století
V roce 1908 byla přes Vynnyky zprovozněna železniční větev Lvov – Pidzamče – Lyčakiv – Pidhajce. Kromě tabákové továrny bylo ve městě několik menších podniků, včetně pily, tesařské dílny, pivovaru, lihovaru, vápenky, cihelny a několika mlýnů.
V roce 1913 zde byl odhalen pomník k uctění Tarase Ševčenka, dle projektu O. Lušpinského. Tento pomník se stal jedním z prvních sochařských a veřejných pomníků Ševčenka na Ukrajině. Je vyroben z bílého pískovce, poprsí je umístěno na vysokém podstavci, orámovaném v půlkruhu dvěma bočními pilíři. Slavnostní otevření pomníku se uskutečnilo 28. září 1913. Během ukrajinsko-polské války v letech 1919–1920 byl pomník poškozen a v roce 1925 obnoven.
V období mezi dvěma světovými válkami byly Vynnyky součástí Druhé Polské republiky.
V roce 1925 mělo město asi 5000 obyvatel.  Mezi občany bylo 3300 Poláků, 2150 Ukrajinců, 350 Židů a 200 Němců.
Po německém útoku na SSSR a obsazení města Wehrmachtem zde došlo k pogromu na Židy. O několik týdnů později byli židovští muži z Vynnyk převezeni do Pisek a tam zastřeleni. Židovky s dětmi byly zabity v roce 1942, pravděpodobně také v Piskech. V letech 1941–1943 byl ve Vynnykách pracovní tábor, jehož židovští vězni pracovali mj. při silničních pracích. V červenci 1943 Němci tábor zlikvidovali zavražděním vězňů.

## Městské symboly

### Znak
Znak města Vynnyky je oficiální heraldický symbol schválený 17. února 1992. Navrhli jej, na základě motivů dle staré pečeti, Andrij Grechyl a Ivan Svarnyk. Popis: ve zlatém poli je umístěn modrý hrozen se zeleným listem. Štít je orámován dekorativní kartuší a korunován stříbrnou městskou korunou.

## Podnebí
Klima ve Vynnykách je mírně kontinentální, s mírnými zimami a teplými léty. Vyznačuje se vyššími srážkami, v průměru 174 dnů srážek ročně. Nejméně v lednu a nejvíce v červenci, v průměru ročně spadne 740 mm srážek. Nejčastěji fouká západní vítr, méně často severovýchodní. Všechna roční období se vyznačují prudkými změnami atmosférického tlaku, teploty a vlhkosti vzduchu. Zimy jsou mírné, mrazy pod −20 °C jsou velmi vzácné. Jaro je chladné a deštivé, mrazy a sněžení se občas vyskytují až do začátku května. Léto je příjemné, nejčastější letní odpolední teploty jsou v rozmezí +20–25 °C, teploty nad +30 °C jsou výjimečné. V létě bývají často bouřky a prudké poklesy teploty během přechodu atmosférických front. Podzim je poměrně teplý a suchý.
| Vynnyky – podnebí                  | Vynnyky – podnebí | Vynnyky – podnebí | Vynnyky – podnebí | Vynnyky – podnebí | Vynnyky – podnebí | Vynnyky – podnebí | Vynnyky – podnebí | Vynnyky – podnebí | Vynnyky – podnebí | Vynnyky – podnebí | Vynnyky – podnebí | Vynnyky – podnebí | Vynnyky – podnebí |
| Období                             | leden             | únor              | březen            | duben             | květen            | červen            | červenec          | srpen             | září              | říjen             | listopad          | prosinec          | rok               |
| ---------------------------------- | ----------------- | ----------------- | ----------------- | ----------------- | ----------------- | ----------------- | ----------------- | ----------------- | ----------------- | ----------------- | ----------------- | ----------------- | ----------------- |
| Průměrné denní maximum [°C]        | −0,1              | 1,3               | 6,3               | 13,6              | 19,4              | 22,0              | 23,9              | 23,5              | 18,3              | 12,9              | 6,0               | 0,9               | 12,3              |
| Průměrné denní minimum [°C]        | −6,1              | −5,5              | −1,7              | 3,6               | 8,4               | 11,3              | 13,2              | 12,5              | 8,4               | 4,1               | −0,3              | −4,6              | 3,6               |
| Průměrné srážky [mm]               | 40                | 44                | 45                | 52                | 89                | 89                | 96                | 77                | 67                | 52                | 49                | 48                | 748               |
| Zdroj: температура повітря і опади |                   |                   |                   |                   |                   |                   |                   |                   |                   |                   |                   |                   |                   |

## Pamětihodnosti

### Kostel Vzkříšení Ježíše Krista
(ukr. Церква Воскресіння Господа нашого Ісуса Христа, вулиця Тараса Шевченка 13); 49°48'41.983"N, 24°08'5.879"E
První zmínka o kostele ve Vynnykách pochází z roku 1515. Na místě tohoto původního, dřevěného, byl postaven nový, cihlový kostel, v klasicistním stylu. Byl dokončen a vysvěcen v roce 1842.

### Kostel Nanebevzetí Panny Marie
(ukr. Костел Внебовзяття Пресвятої Діви Марії, вул. Соломії Крушельницької, 16А); 49°48'46.184"N, 24°07'56.818"E
Stavba kostela začala v roce 1738 a trvala až do roku 1766. Pod sovětskou vládou byl kostel používán jako skladiště. V březnu 1993, po obnově a vysvěcení, začal kostel znovu sloužit věřícím.

### Kostel Jana Křtitele
(ukr. Церква Різдва святого Івана Хрестителя); 49°49'03.892"N, 24°08'45.715"E
Původně luteránský kostel, který v roce 1933 začala stavět německá komunita a dokončila ho v roce 1936. Od roku 1946 byla budova využívána jako sklad a později jako obchod s hospodářskými potřebami. 4. ledna 1998 byl kostel opět vysvěcen, získala ho řeckokatolická církev a dostal současné jméno.

### Kostel svatých Vladimíra a Olgy
(ukr. Церква святих Володимира і Ольги); 49°48'54.931"N, 24°08'2.096"E
Stavba kostela byla zahájena v roce 1991. Jedná se o zděný třípatrový, křížový kostel se sedmi kupolemi a zvonicí nad bránou. 29. července 2001 byl nově postavený kostel vysvěcen.

### Vynnykovský hřbitov
(ukr. Винниківський цвинтар); 49°48'37.504"N, 24°07'48.415"E
Ve Vynnykách je význačný městský hřbitov, kde se pohřbívá již od konce 18. století.

### Starý hřbitov (tzv. německý)
(ukr. Німецький цвинтар)
Nacházel se na území, kde je nyní park (ulice Sacharova). Nekropole fungovala v letech 1785–1944. Zde byli pohřbeni zejména němečtí obyvatelé Vynnyk. Hřbitov byl zničen sovětskými úřady na počátku 50. let.

### Židovská synagoga
Nacházela se na místě domu, který nyní stojí na adrese Ivana Franka 46. Byla poničena během německé okupace a k definitivnímu zničení došlo během sovětské okupace. Dodnes se zachovaly pouze zdi bývalé svatyně.

## Významné osobnosti města
- Arend Karl (1815–po roce 1867), malíř
- Bajcar Andrij (1966), vědec-geograf, docent, kandidát geografických věd, vědecký pracovník geografie a historie města Vynnyky
- Banach-Twerdochlib Iryna (1918–2013), grafička, ilustrátorka[7]
- Banach Pavlo (1869–1935), pedagog, spisovatel, veřejný činitel[7]
- Branowski Ireneusz (1892–1936), voják, major
- Dmyterko Dmytro (1875–1930), učitel, lékař, vybudoval ve Vynnykách plicní sanatorium[7]
- Dmyterko Ljubomyr (1911–1985), básník, prozaik, dramatik, literární kritik, veřejný činitel[7]
- Domazar Zenon (1913–1943), vůdce OUN, popraven v Babín Jaru[8]
- Doroš Julian (1909–1982), fotograf, umělec, průkopník ukrajinské kinematografie v Haliči, etnograf, místní historik; člen Ukrajinské fotografické společnosti[7]
- Dunin-Borkowskyj Stanislav (1864–1934), polský šlechtic, hrabě, jezuitský mnich, filozof a badatel díla Borucha Spinozy[9]
- Dutkievyč Andrij (1799–1866), řeckokatolický kněz, farář ve Vynnykách, rektor Všeobecného teologického semináře ve Lvově, člen metropolitní konzistoře[10]
- Fedjuk Mykola (1885–1962), malíř, grafik, kritik umění, pedagog[7]
- Fedorenko Viktor (1953), genetik, doktor biologických věd, profesor, vedoucí katedry genetiky a biotechnologie na univerzitě Ivana Franka ve Lvově
- Ferenčuk Jurij (1923–2014), člen OUN, voják UPA, politický vězeň, historik
- Florko Józef (1915–1945), kněz
- Girnjak Grigorij (1865–1945), kněz, děkan ve Vynnykách, jeden ze zakladatelů "Prosvitu" ve Vynnykách
- Golijan Volodymyr (1903-1996), voják OUN[11]
- Grynevyčeva Katrja (1875-1947), spisovatelka[7]
- Guzar-Levycká Olga (1860-1933), veřejná osobnost v Haliči, překladatelka her do ukrajinštiny
- Gryčko Jan Kierdej (???? - 1462), šlechtic, majitel Vynnyk v roce 1443[7]
- Kalynovyč Volodymyr (1884-1945), šlechtic, lingvista, publicista, profesor Lvovské univerzity (německá filologie), veřejná osobnost[12]
- Kozak Mychailo (1888–1942), lékař, člen UGA (Ukrajinská haličská armáda)[13]
- Kyjak Julian (1946), lékař, vědec, profesor a vedoucí katedry rodinného lékařství
- Kyjak Roman (1920–1998), aktivista ukrajinského osvobozeneckého hnutí a ukrajinské řeckokatolické církve[7]
- Kyjak Taras (1944–2018), lingvista, veřejný a politický činitel, doktor filologie, profesor, vedoucí katedry teorie a praxe německého překladu na Filologickém ústavu Kyjevské národní univerzity Tarase Ševčenka[7]
- Kyprijan Myron (1930–2019), divadelní umělec
- Lagodovskyj Alexander (1525–1574), jeden z nejslavnějších majitelů Vynnyk
- Laub Antonín (1792–1843), malíř, grafik, litograf, sběratel[14]
- Levickyj Bohdan (1886–1962), právník[7]
- Levickyj Jaroslav (1897-1961), právník, důstojník UGA, veřejný činitel[7]
- Levickyj Volodymyr (1856-1938), veřejný a kulturní činitel, spisovatel, literární kritik, vydavatel[7]
- Levkiv Taras (1940), keramik, grafik, čestný občan města Vynnyky[7]]
- Lypa Ivan (1865–1923), lékař, spisovatel, veřejný činitel
- Magaljas Semen (1885–1978), důstojník, kulturně vzdělávací a vojenská osobnost[7]
- Markevyč Myron (1951), fotbalista, trenér[7]
- Megal Viktor (????–????), jeden z prvních emigrantů z Vynnyk do USA, veřejný činitel v Chicagu[7]
- Miško Pylyp (1882–1959), pedagog, veřejný činitel[7]
- Miško-Pastušenko Julie (1897–1937), básnířka, spisovatelka
- Ogienko Ivan – Ilarion (1882–1972), vědec, veřejný činitel, spisovatel, metropolita Ukrajinské autokefální pravoslavné církve, církevní historik[7]
- Potočnjak Antin (1912–1984), kněz Ukrajinské řeckokatolické církve, aktivní účastník Prosvitu[7]
- Potočnjak Rostislav (1948), fotbalista, trenér
- Rak Antin (1876–1958), právník, soudce, veřejný činitel[7]
- Rak Jaroslav (1908–1989), právník, politik[15]
- Rak Sofia (1882–1963), veřejný činitel[7]
- Reyman Robert (1875–1944), voják, polský brigádní generál
- Rosołowicz Jerzy (1928–1982), malíř, teoretik
- Sardak Grygorij (1916–2001), chirurg, profesor, průkopník cévní chirurgie[16]
- Slymakovskyj Ivan (1807–1878), řeckokatolický kněz, farář, rektor Všeobecného teologického semináře ve Lvově, člen metropolitní konzistoře[17]
- Sopilka Myroslava (1897-1937), básnířka, prozaička[7]
- Ščurovský Evžen (1884–1969), právník, veřejný a politický činitel, poručík UGA[18]
- Ščurovský Volodymyr (1890-1969), lékař, veřejný činitel[18]
- Šmídt Wilhelm (1812–1872), architekt[14]
- Štecher Berthold (1300–1330), první známý majitel města Vynnyky[7]
- Štecher Jurij (????–????), majitel města Vynnyky (1352 – konec 14. století), vnuk Bertolda Stechera a syn Mateusa Stechera[19]
- Štecher Mateus (????–????), syn Bertholda, starosta Lvova, majitel města Vynnyky[9]
- Vloch Mychajlo (1896–1978), poručík rakouské armády, autor regionální sbírky o Vynnykách a okolí.[7]
- Vloch Orest-Stepan (1934-2009), fyzik, veřejný a politický činitel, profesor, zakladatel a ředitel Ústavu fyzikální optiky[7]
- Voznyckyj Borys (1926–2012), doctor honoris causa, kritik umění, čestný občan Vynnyků, ředitel Lvovské umělecké galerie, Hrdina Ukrajiny, laureát Státní ceny Tarase Ševčenka[7]
- Vrecjona Jevhen (1905–1975), člen UVO (Ukrajinská vojenská organizace), OUN, UHVR (Ukrajinská hlavní osvobozenecká rada), prominentní politická a vojenská osobnost[7]
- Vrecjona Hryhorij (1839-1901) pedagog, editor a vydavatel pedagogických časopisů a autor učebnic a populárních publikací[7]
- Vrecjona Volodymyr (1907–1967), aktivní člen OUN[7]
- Vynnyčuk Jurij (1952), lingvista, novinář, spisovatel, redaktor
- Vynnykiv Natalia (1920–1942), aktivní členka OUN, odsouzena NKVD, popravena gestapem v Babím Jaru[15][8]
- Wolanek Erwin (1893–1972), voják, podplukovník polské armády, rytíř řádu Virtuti Militari
- Zlatokudr Ivan (1930), básník, překladatel